# John Treadwell Nichols
John Treadwell Nichols (11 de junio de 1883-10 de noviembre de 1958) fue un ictiólogo  estadounidense.

## Biografía
John T. Nichols, hijo de John White Treadwell Nichols, nació en Jamaica Plain, Boston, Massachusetts. En 1906 estudió zoología de los vertebrados en el Harvard College donde se graduó en Bachelor of Arts (AB). En 1907 se incorporó al Museo Americano de Historia Natural (del inglés: American Museum of Natural History) como ayudante en el departamento de teriología (estudio de los mamíferos). En 1913 fundó Copeia, la revista oficial de la American Society of Ichthyologists and Herpetologists. En 1916 describió un petrel que se creía extinguido, el petrel cahow, junto con Louis Leon Arthur Mowbray, quien fue el primero en avistar esta ave en una bandada de petreles en 1906 en Castel Island, Bermudas, 45 años antes de ser oficialmente redescubierta por el hijo de Mowbray, Louis. También describió el género de peces Bajacalifornia, perteneciente a la familia de los Alepocephalidae. Trabajó con un equipo de científicos del Museo Americano de Historia Natural durante la ola de ataques de tiburón de Nueva Jersey de 1916. Entre 1913 y 1952 fue primero ayudante del conservador, más tarde adjunto del conservador y finalmente conservador del departamento de ictiología del Museo Americano de Historia Natural.
Nichols escribió 1000 artículos y diversos libros (en su mayor parte sobre peces, pero también sobre aves) y realizó numerosas expediciones por todo el mundo.
Murió en Garden City, Long Island, Nueva York.

## Obras (seleccionadas)
- Fishes in the Vicinity of New York City
- The Freshwater Fishes of China
- Field book of Fresh-water Fishes of North America North of Mexico
- Marine Fishes of New York and Southern New England
- Fishes and Shells of the Pacific World
- Representative North American Fresh-water Fishes

## Abreviatura
La  abreviatura Nichols se emplea para indicar a John Treadwell Nichols como autoridad en la descripción y taxonomía en zoología.